# Matura (Trinidad y Tobago)
Matura es una localidad de Trinidad y Tobago, que forma parte de la región de Sangre Grande.

## Geografía
La localidad abarca parte de la isla Trinidad y limita al norte con Matelot y Grand Riviere, al sur con Oropouche y Fishing Pond, al este con Salybia Village y el océano Atlántico y al oeste con Cumaca y Melajo.

## Demografía
Datos demográficos de la localidad de Matura:
| Gráfica de evolución demográfica de Matura entre 2000 y 2011 |
|                                                              |